# That Ragtime Band
That Ragtime Band er en amerikansk stumfilm fra 1913 af Mack Sennett.

## Medvirkende
- Ford Sterling som Smelts
- Mabel Normand som Mabel
- Nick Cogley
- Raymond Hatton
- Alice Davenport